# St. Laurenz (Köln-Innenstadt)

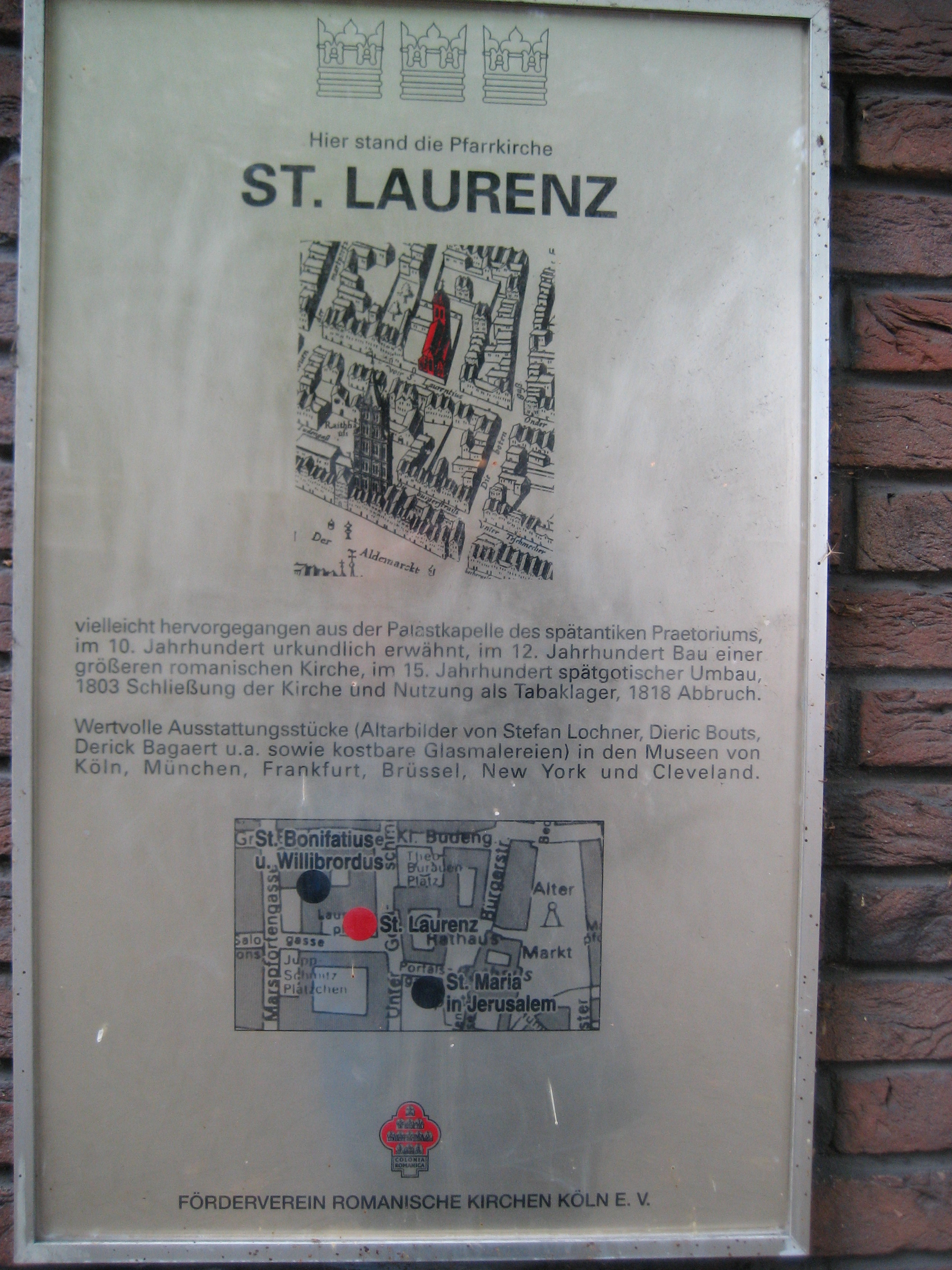
Info-Tafel am Laurenzplatz in Köln

St. Laurenz (eigentlich St. Laurentius) ist der Name einer ehemaligen, 1818 abgerissenen katholischen Pfarrkirche und Pfarrei in Köln. Die Kirche war dem heiligen Laurentius von Rom geweiht.

## Geschichte
Es wird vermutet, dass die Kirche aus der Palastkapelle des spätantiken Praetoriums hervorgegangen ist. Im 10. Jahrhundert wird St. Laurenz erstmals urkundlich erwähnt. Im 12. Jahrhundert wurde eine größere romanische Kirche errichtet. Im 15. Jahrhundert erfolgte dann der spätgotische Umbau. Im 17. Jahrhundert war der spätere Kölner Generalvikar Anton Wormbs zeitweise Pfarrer an St. Laurenz.
Infolge der Säkularisation wurde die Kirche St. Laurenz 1803 geschlossen und zeitweise als Tabaklager genutzt. Der Abbruch erfolgte 1818.
Die Pfarrei gilt als das erste Kirchspiel Kölns, das ab 1130 Schreinsbücher – die Vorläufer des heutigen Grundbuchs – führte.

## Ausstattung
Die Kirche beheimatete wertvolle Ausstattungsstücke, die heute in Museen in Köln, München, Frankfurt am Main, Brüssel, New York und Cleveland zu besichtigen sind. Dazu zählen unter anderem Altarbilder von Stefan Lochner, Dierick Bouts, Derick Baegert u. a. Die Glasmalerei, die sich in der Kirche St. Laurenz befand, ist besonders hervorzuheben.
Ein Maler im ersten Viertel des 15. Jahrhunderts, der sogenannte Meister von St. Laurenz, ist nach einem ehemals dort befindlichen Bild benannt.

## St. Laurenz im Gedächtnis der Stadt
Die Straßennamen Laurenzplatz und Laurenzgittergässchen zeugen heute vom Standort in der zentralen Altstadt.